# Regret to Inform
Regret to Inform è un documentario del 1998 diretto da Barbara Sonneborn candidato al premio Oscar al miglior documentario.